# 厚生科学審議会
厚生科学審議会（こうせいかがくしんぎかい）は、厚生労働省に設置されている審議会等の一つ。2001年（平成13年）の中央省庁再編に伴い、厚生労働省設置法第6条第1項に基づき設置された。

## 所管事務
厚生科学審議会は、次の事務をつかさどると定められている。（省設置法8条、厚生科学審議会令1条）
- 厚生労働大臣の諮問に応じて次の事項を調査審議すること。
  - 疾病の予防及び治療に関する研究その他所掌事務に関する科学技術に関する重要事項
  - 公衆衛生に関する重要事項
- (公衆衛生に関する)重要事項に関し、厚生労働大臣又は関係行政機関に意見を述べること。
- 厚生労働大臣又は文部科学大臣の諮問に応じて保健師、助産師、看護師、准看護師、理学療法士、作業療法士、あん摩マッサージ指圧師、はり師、きゅう師又は柔道整復師の学校又は養成所若しくは養成施設の指定又は認定に関する重要事項を調査審議すること。
- 再生医療等の安全性の確保等に関する法律、臨床研究法、感染症の予防及び感染症の患者に対する医療に関する法律、予防接種法、検疫法、生活衛生関係営業の運営の適正化及び振興に関する法律及び難病の患者に対する医療等に関する法律、がん登録等の推進に関する法律、プラスチックに係る資源循環の促進等に関する法律の規定によりその権限に属させられた事項を処理すること。

## 委員
30名以内で、学識経験のあるものから厚生労働大臣が指名する。任期は2年。（審議会令1条の2、2条、3条）

## 分科会及び部会
生活衛生適正化分科会および予防接種・ワクチン分科会を設置することとされている。(審議会令5条)
また、予防接種・ワクチン分科会の下に3つの部会、審議会の下に13の部会が置かれている。